# Ахалсопелі (Хобський муніципалітет)
Ахалсопелі (груз. ახალსოფელი) — село в Грузії.
За даними перепису населення 2014 року в селі проживає 713 особи.